# Сырое
«Сырое» (фр. Grave) — французско-бельгийская драма ужасов, снятая Жюлией Дюкурно. Мировая премьера кинокартины состоялась 14 мая 2016 года на Каннском кинофестивале, где она была представлена в конкурсной программе «Неделя критики».
Фильм рассказывает о юной вегетарианке по имени Жюстин, которая поступает в ветеринарное учебное заведение, где существует пугающая традиция для новичков — ритуал поедания сырого мяса. После него студентка сталкивается с растущим и неконтролируемым желанием его поедания. Кинолента получила восторженные отзывы от кинокритиков, а также различные награды.

## Сюжет
Юная вегетарианка Жюстин поступает в ветеринарное учебное заведение, где учится её старшая сестра Алексия. Вместе со своим соседом по комнате — геем Адрианом — она проходит обряд посвящения в студенты, съев сырые почки кролика. На следующее утро Жюстин обнаруживает зудящую сыпь по всему телу, из-за чего идёт в больницу, где ей диагностируют пищевое отравление и выписывают мазь. Тем не менее ночью она безудержно съедает сырую курятину. На следующий день девушка приходит к сестре Алексии, которая делает ей депиляцию и случайно отрезает себе палец. Жюстин вызывает скорую помощь, однако из-за непреодолимого желания съедает фалангу. В больнице девушки заявляют, что палец съела их собака по кличке Квики, из-за чего её усыпляют.
На прогулке по пустынной дороге Алексия заставляет сестру спрятаться на обочине, а сама Алексия внезапно выпрыгивает перед машиной, которая врезается в столб. Подойдя к машине, Жюстин замечает, что Алексия ест живую плоть одного из пассажиров машины, и пытается её остановить. На вечеринке в общежитии Жюстин невольно целуется с незнакомцем и откусывает у него кусок нижней губы. После этого она занимается сексом с Адрианом, во время которого пытается укусить парня пару раз, однако, кусая себя за руку, сдерживается.
На ещё одной вечеринке Жюстин напивается до полубессознательного состояния, и Алексия ведёт её в морг, где снимает на видео животную реакцию сестры на мясо. На следующий день Жюстин, увидев эту видеозапись, которая стала вирусной в школе, начинает драку с сестрой, в ходе которой они начинают кусать друг друга. Успокоившись, Алексия обрабатывает рану на лице сестры. На следующее утро Жюстин просыпается в кровати с Адрианом, который оказывается мёртвым, да ещё со съеденной ногой. Девушка думает, что это она убила его во сне, однако на кухне она находит в полубессознательном состоянии и измазанную в крови Алексию, которую затем отмывает в душе. В конце концов Алексию сажают в тюрьму, а отец сестёр рассказывает Жюстин, что их мать тоже стала каннибалом в школе. Сняв рубашку, отец показывает шрамы от укусов по всему телу и говорит, что если он с их матерью нашёл выход из этой ситуации, то и она найдёт.

## В ролях
| Актёр             | Роль         |
| ----------------- | ------------ |
| Геранс Марилье    | Жюстин       |
| Элла Румпф        | Алексия      |
| Рабах Наит Уфелла | Адриан       |
| Лоран Люка        | отец         |
| Жоана Прейсс      | мать         |
| Були Ланнерс      | дальнобойщик |
| Марион Верну      | медсестра    |
| Жан-Луи Сбий      | профессор    |

## Критика
Фильм получил восторженные отзывы от кинокритиков. На сайте Rotten Tomatoes кинолента имеет рейтинг 90 % на основе 142 рецензий, а её средний балл составляет 7,8/10. На Metacritic фильм получил 81 балл из 100 на основе 33 рецензий, что считается по большей части восторженным приёмом.
Кинокритик Variety Оуэн Глейберман назвал «Сырое» одним из лучших фильмов первой половины 2017 года.

## Награды и номинации
| Список наград и номинаций              | Список наград и номинаций | Список наград и номинаций                          | Список наград и номинаций                  | Список наград и номинаций | Список наград и номинаций |
| Кинопремия                             | Дата церемонии            | Категория                                          | Номинант(ы)                                | Результат                 | Прим.                     |
| -------------------------------------- | ------------------------- | -------------------------------------------------- | ------------------------------------------ | ------------------------- | ------------------------- |
| Сезар                                  | 2018                      | Лучший дебютный фильм                              | Жюлия Дюкурно                              | Номинация                 |                           |
| Сезар                                  | 2018                      | Лучший режиссёр                                    | Жюлия Дюкурно                              | Номинация                 |                           |
| Сезар                                  | 2018                      | Лучший оригинальный сценарий                       | Жюлия Дюкурно                              | Номинация                 |                           |
| Сезар                                  | 2018                      | Самая многообещающая актриса                       | Геранс Марилье                             | Номинация                 |                           |
| Сезар                                  | 2018                      | Лучшая музыка                                      | Джим Уильямс                               | Номинация                 |                           |
| Сезар                                  | 2018                      | Лучший звук                                        | Матьё Дескам, Северан Фаврио, Стефан Тьебо | Номинация                 |                           |
| Премия Лондонского кружка кинокритиков | 2018                      | Лучший иностранный фильм года                      | «Сырое»                                    | Номинация                 |                           |
| Приз Луи Деллюка                       | 2017                      | Лучший дебютный фильм                              | Жюлия Дюкурно                              | Победа                    |                           |
| Каталонский кинофестиваль в Сиджесе    | 2016                      | «Серебряный Мельес» за лучший европейский фильм    | Жюлия Дюкурно                              | Победа                    |                           |
| Каталонский кинофестиваль в Сиджесе    | 2016                      | Carnet Jove Jury Award                             | Жюлия Дюкурно                              | Победа                    |                           |
| Каталонский кинофестиваль в Сиджесе    | 2016                      | Citizen Kane Award for Best Directorial Revelation | Жюлия Дюкурно                              | Победа                    |                           |
| Гентский международный кинофестиваль   | 21 октября 2016           | Explore Zone Trail Award                           | «Сырое»                                    | Победа                    | [ 5 ]                     |
| Каннский кинофестиваль                 | 22 мая 2016               | The Nespresso Grand Prize                          | «Сырое»                                    | Номинация                 | [ 6 ] [ 7 ]               |
| Каннский кинофестиваль                 | 22 мая 2016               | «Золотая камера»                                   | «Сырое»                                    | Номинация                 | [ 6 ] [ 7 ]               |
| Каннский кинофестиваль                 | 22 мая 2016               | «Queer Palm»                                       | «Сырое»                                    | Номинация                 | [ 6 ] [ 7 ]               |
| Каннский кинофестиваль                 | 22 мая 2016               | Приз FIPRESCI (Неделя критики)                     | «Сырое»                                    | Победа                    | [ 6 ] [ 7 ]               |
| Кинофестиваль CPH PIX                  | 9 ноября 2016             | Гран-при                                           | «Сырое»                                    | Номинация                 | [ 8 ]                     |
| Кинофестиваль в Торонто                | 18 сентября 2016          | Приз зрительских симпатий (Midnight Madness)       | «Сырое»                                    | 3-е место                 | [ 9 ]                     |
| Лондонский кинофестиваль               | 16 октября 2016           | Сазерленд Трофи                                    | «Сырое»                                    | Победа                    | [ 10 ]                    |

## Выпуск
В сентябре 2016 года во время показа фильма на кинофестивале в Торонто несколько зрителей потеряли сознание от увиденного на экране, а организаторам пришлось вызывать скорую помощь. По словам PR-менеджера кинокартины Райана Вернера, такую реакцию на фильм он видел только один раз в жизни — на показе «Антихриста» Ларса фон Триера.